# Milan-San Remo 2023
La 114e édition de Milan-San Remo a lieu le 18 mars 2023 sur une distance de 294 km en Italie, entre Abbiategrasso et Sanremo. Elle fait partie du calendrier UCI World Tour 2023 en catégorie 1.UWT. Elle est remportée par le Néerlandais Mathieu van der Poel (Alpecin Deceuninck).

## Présentation

### Parcours
Le départ est donné dans la ville d'Abbiategrasso située à une vingtaine de kilomètres au sud-ouest de Milan. Les côtes sont les mêmes que celles gravies lors de l'édition 2022.
Les côtes ou capi de cette édition 2023 sont :
- le Passo del Turchino après 144,4 km soit à 149,6 km de l'arrivée,
- le Capo Mele après 242,5 km soit à 51,5 km de l'arrivée,
- le Capo Cervo après 247,4 km soit à 46,6 km de l'arrivée,
- le Capo Berta après 252,2 km soit à 41,8 km de l'arrivée,
- la Cipressa — 5,6 km à 4,1 % — après 272,4 km soit à 21,6 km de l'arrivée,
- le Poggio di San Remo — 3,7 km à 4 %, pente maximale à 8 % — après 288,5 km soit à 5,5 km de l'arrivée.

### Équipes
Milan-San Remo figurant au calendrier du World Tour, les 18 UCI WorldTeams sont présentes, auxquelles il faut ajouter 7 UCI ProTeams invitées.
| WorldTeams (18)- AG2R Citroën Team - Alpecin-Deceuninck - Astana Qazaqstan Team - Bahrain Victorious - Bora-Hansgrohe - Cofidis - EF Education-EasyPost - Groupama-FDJ - Ineos Grenadiers - Intermarché-Circus-Wanty - Jumbo-Visma - Movistar Team - Soudal Quick-Step - Arkéa-Samsic - Team Jayco AlUla - Team DSM - Trek-Segafredo - UAE Team Emirates ProTeams (7)- Eolo-Kometa - Green Project-Bardiani CSF-Faizanè - Israel-Premier Tech - Lotto Dstny - Q36.5 Pro Cycling Team - TotalEnergies - Tudor Pro Cycling Team |
| |

### Principaux favoris
Déjà vainqueur à neuf reprises depuis le début de la saison, le coureur slovène Tadej Pogačar est le grand favori de l'épreuve. Wout van Aert, vainqueur en 2020, et Mathieu van der Poel, troisième en 2022, peuvent également prétendre à la victoire par leurs qualités de puncheur-sprinteurs.
S'ils parviennent à passer le Poggio dans le groupe de tête, les sprinteurs Arnaud De Lie, Jasper Philipsen, Biniam Girmay ou Mads Pedersen peuvent espérer lever les bras sur la Via Roma. C'est également le cas des deux derniers vainqueurs de l'épreuve : Jasper Stuyven et Matej Mohorič.
Du côté français, les espoirs se portent sur Julian Alaphilippe et Anthony Turgis, tous deux habitués à obtenir de bons résultats sur cette course.

## Récit de la course
L'échappée matinale initialement composée de neuf hommes est finalement reprise au pied de la Cipressa. La course se joue dans le Poggio di San Remo. Le début de cette montée est mené par les équipiers Bahrain Victorious de Matej Mohorič. Ensuite, Tim Wellens (UAE Emirates) accélère en emmenant son chef de file Tadej Pogačar et l'avant du peloton dans son sillage. Un groupe de quatre coureurs se forme dans le dernier kilomètre de l'ascension. Il se compose de Pogačar, Filippo Ganna (Ineos Grenadiers), Wout van Aert (Jumbo-Visma) et Mathieu van der Poel (Alpecin Deceuninck). Dans les ultimes mètres de la montée, van der Poel attaque et passe au sommet avec un avantage de trois secondes sur ses trois poursuivants. Le Néerlandais parvient à maintenir puis à augmenter un écart qui lui permet de l'emporter en solitaire sur la Via Roma, 62 ans après son grand-père Raymond Poulidor.

## Classements

### Classement de la course
| \| Classement général \| Classement général \| Classement général \| Classement général \| Classement général \| \| Coureur \| Coureur \| Pays \| Équipe \| Temps \| \| ------------------ \| -------------------- \| ------------------ \| --------------------- \| ------------------ \| \| 1er \| Mathieu van der Poel \| Pays-Bas \| Alpecin-Deceuninck \| 6 h 25 min 23 s \| \| 2e \| Filippo Ganna \| Italie \| Ineos Grenadiers \| + 15 s \| \| 3e \| Wout van Aert \| Belgique \| Jumbo-Visma \| + 15 s \| \| 4e \| Tadej Pogačar \| Slovénie \| UAE Team Emirates \| + 15 s \| \| 5e \| Søren Kragh Andersen \| Danemark \| Alpecin-Deceuninck \| + 26 s \| \| 6e \| Mads Pedersen \| Danemark \| Trek-Segafredo \| + 26 s \| \| 7e \| Neilson Powless \| États-Unis \| EF Education-EasyPost \| + 26 s \| \| 8e \| Matej Mohorič \| Slovénie \| Bahrain Victorious \| + 26 s \| \| 9e \| Anthony Turgis \| France \| TotalEnergies \| + 26 s \| \| 10e \| Jasper Stuyven \| Belgique \| Trek-Segafredo \| + 26 s \| \| 11e \| Julian Alaphilippe \| France \| Soudal Quick-Step \| + 26 s \| \| 12e \| Davide Ballerini \| Italie \| Soudal Quick-Step \| + 32 s \| \| 13e \| Christophe Laporte \| France \| Jumbo-Visma \| + 32 s \| \| 14e \| Magnus Cort Nielsen \| Danemark \| EF Education-EasyPost \| + 32 s \| \| 15e \| Jasper Philipsen \| Belgique \| Alpecin-Deceuninck \| + 32 s \| \| 16e \| Caleb Ewan \| Australie \| Lotto Dstny \| + 32 s \| \| 17e \| Marco Haller \| Autriche \| Bora-Hansgrohe \| + 32 s \| \| 18e \| Nikias Arndt \| Allemagne \| Bahrain Victorious \| + 32 s \| \| 19e \| Matteo Trentin \| Italie \| UAE Team Emirates \| + 32 s \| \| 20e \| Yves Lampaert \| Belgique \| Soudal Quick-Step \| + 32 s \| |                      |            |                       |                 |
| |                      |            |                       |                 |
| Source : ProCyclingStats |                      |            |                       |                 |
| Classement général |                      |            |                       |                 |
| Coureur | Coureur              | Pays       | Équipe                | Temps           |
| 1er | Mathieu van der Poel | Pays-Bas   | Alpecin-Deceuninck    | 6 h 25 min 23 s |
| 2e | Filippo Ganna        | Italie     | Ineos Grenadiers      | + 15 s          |
| 3e | Wout van Aert        | Belgique   | Jumbo-Visma           | + 15 s          |
| 4e | Tadej Pogačar        | Slovénie   | UAE Team Emirates     | + 15 s          |
| 5e | Søren Kragh Andersen | Danemark   | Alpecin-Deceuninck    | + 26 s          |
| 6e | Mads Pedersen        | Danemark   | Trek-Segafredo        | + 26 s          |
| 7e | Neilson Powless      | États-Unis | EF Education-EasyPost | + 26 s          |
| 8e | Matej Mohorič        | Slovénie   | Bahrain Victorious    | + 26 s          |
| 9e | Anthony Turgis       | France     | TotalEnergies         | + 26 s          |
| 10e | Jasper Stuyven       | Belgique   | Trek-Segafredo        | + 26 s          |
| 11e | Julian Alaphilippe   | France     | Soudal Quick-Step     | + 26 s          |
| 12e | Davide Ballerini     | Italie     | Soudal Quick-Step     | + 32 s          |
| 13e | Christophe Laporte   | France     | Jumbo-Visma           | + 32 s          |
| 14e | Magnus Cort Nielsen  | Danemark   | EF Education-EasyPost | + 32 s          |
| 15e | Jasper Philipsen     | Belgique   | Alpecin-Deceuninck    | + 32 s          |
| 16e | Caleb Ewan           | Australie  | Lotto Dstny           | + 32 s          |
| 17e | Marco Haller         | Autriche   | Bora-Hansgrohe        | + 32 s          |
| 18e | Nikias Arndt         | Allemagne  | Bahrain Victorious    | + 32 s          |
| 19e | Matteo Trentin       | Italie     | UAE Team Emirates     | + 32 s          |
| 20e | Yves Lampaert        | Belgique   | Soudal Quick-Step     | + 32 s          |

### Classement UCI
La course attribue des points au Classement mondial UCI 2023 selon le barème suivant :
| Position           | 1er | 2e  | 3e  | 4e  | 5e  | 6e  | 7e  | 8e  | 9e  | 10e | 11e | 12e | 13e | 14e | 15e | 16e à 20e | 21e à 30e | 31e à 50e | 51e à 55e | 56e à 60e |
| Classement général | 500 | 400 | 325 | 275 | 225 | 175 | 150 | 125 | 100 | 85  | 70  | 60  | 50  | 40  | 35  | 30        | 20        | 10        | 5         | 3         |

## Liste des participants
| Bahrain Victorious TBV                               | Bahrain Victorious TBV | Bahrain Victorious TBV |
| ---------------------------------------------------- | ---------------------- | ---------------------- |
| Num                                                  | Coureur                | Pos                    |
| 1                                                    | Matej Mohorič (SLO)    | 8e                     |
| 2                                                    | Nikias Arndt (GER)     | 18e                    |
| 3                                                    | Pello Bilbao (ESP)     | 43e                    |
| 4                                                    | Damiano Caruso (ITA)   | 53e                    |
| 5                                                    | Jonathan Milan (ITA)   | 128e                   |
| 6                                                    | Andrea Pasqualon (ITA) | 60e                    |
| 7                                                    | Fred Wright (GBR)      | 79e                    |
| Directeur sportif : Franco Pellizotti, Alberto Volpi |                        |                        |

| AG2R Citroën Team ACT                               | AG2R Citroën Team ACT   | AG2R Citroën Team ACT |
| --------------------------------------------------- | ----------------------- | --------------------- |
| Num                                                 | Coureur                 | Pos                   |
| 11                                                  | Benoît Cosnefroy (FRA)  | 22e                   |
| 12                                                  | Stan Dewulf (BEL)       | 66e                   |
| 13                                                  | Jaakko Hänninen (FIN)   | 130e                  |
| 14                                                  | Lawrence Naesen (BEL)   | 83e                   |
| 15                                                  | Oliver Naesen (BEL)     | 74e                   |
| 16                                                  | Andrea Vendrame (ITA)   | 45e                   |
| 17                                                  | Lawrence Warbasse (USA) | 61e                   |
| Directeur sportif : Didier Jannel, Artūras Kasputis |                         |                       |

| Alpecin-Deceuninck ADC          | Alpecin-Deceuninck ADC     | Alpecin-Deceuninck ADC |
| ------------------------------- | -------------------------- | ---------------------- |
| Num                             | Coureur                    | Pos                    |
| 21                              | Mathieu van der Poel (NED) | 1er                    |
| 22                              | Søren Kragh Andersen (DEN) | 5e                     |
| 23                              | Silvan Dillier (SUI)       | 100e                   |
| 24                              | Quinten Hermans (BEL)      | 80e                    |
| 25                              | Jasper Philipsen (BEL)     | 15e                    |
| 26                              | Kristian Sbaragli (ITA)    | 103e                   |
| 27                              | Gianni Vermeersch (BEL)    | 81e                    |
| Directeur sportif : Bart Leysen |                            |                        |

| Astana Qazaqstan Team AST                         | Astana Qazaqstan Team AST    | Astana Qazaqstan Team AST |
| ------------------------------------------------- | ---------------------------- | ------------------------- |
| Num                                               | Coureur                      | Pos                       |
| 31                                                | Mark Cavendish (GBR) (route) | 150e                      |
| 32                                                | Leonardo Basso (ITA)         | 131e                      |
| 33                                                | Cees Bol (NED)               | 57e                       |
| 34                                                | Davide Martinelli (ITA)      | 127e                      |
| 35                                                | Aleksandr Riabushenko        | 142e                      |
| 36                                                | Gleb Syritsa                 | AB                        |
| 37                                                | Simone Velasco (ITA)         | 47e                       |
| Directeur sportif : Mario Manzoni, Stefano Zanini |                              |                           |

| Bora-Hansgrohe BOH                                | Bora-Hansgrohe BOH        | Bora-Hansgrohe BOH |
| ------------------------------------------------- | ------------------------- | ------------------ |
| Num                                               | Coureur                   | Pos                |
| 41                                                | Sam Bennett (IRL)         | AB                 |
| 42                                                | Nico Denz (GER)           | 114e               |
| 43                                                | Marco Haller (AUT)        | 17e                |
| 44                                                | Cesare Benedetti (POL)    | AB                 |
| 45                                                | Nils Politt (GER) (route) | 21e                |
| 46                                                | Ryan Mullen (IRL)         | 153e               |
| 47                                                | Danny van Poppel (NED)    | 111e               |
| Directeur sportif : Enrico Gasparotto, Rolf Aldag |                           |                    |

| Cofidis COF                                          | Cofidis COF              | Cofidis COF |
| ---------------------------------------------------- | ------------------------ | ----------- |
| Num                                                  | Coureur                  | Pos         |
| 51                                                   | Simone Consonni (ITA)    | 48e         |
| 52                                                   | Davide Cimolai (ITA)     | 75e         |
| 53                                                   | Bryan Coquard (FRA)      | 56e         |
| 54                                                   | Alexandre Delettre (FRA) | 135e        |
| 55                                                   | Alexis Renard (FRA)      | 137e        |
| 56                                                   | Benjamin Thomas (FRA)    | 55e         |
| 57                                                   | Harrison Wood (GBR)      | 85e         |
| Directeur sportif : Roberto Damiani, Benjamin Giraud |                          |             |

| EF Education-EasyPost EFE                            | EF Education-EasyPost EFE | EF Education-EasyPost EFE |
| ---------------------------------------------------- | ------------------------- | ------------------------- |
| Num                                                  | Coureur                   | Pos                       |
| 61                                                   | Alberto Bettiol (ITA)     | 54e                       |
| 62                                                   | Stefan Bissegger (SUI)    | 145e                      |
| 63                                                   | Mikkel Honoré (DEN)       | 69e                       |
| 64                                                   | Magnus Cort Nielsen (DEN) | 14e                       |
| 65                                                   | Neilson Powless (USA)     | 7e                        |
| 66                                                   | Jonas Rutsch (GER)        | 126e                      |
| 67                                                   | Łukasz Wiśniowski (POL)   | 140e                      |
| Directeur sportif : Matti Breschel, Charles Wegelius |                           |                           |

| Eolo-Kometa EOK                                   | Eolo-Kometa EOK           | Eolo-Kometa EOK |
| ------------------------------------------------- | ------------------------- | --------------- |
| Num                                               | Coureur                   | Pos             |
| 71                                                | Mirco Maestri (ITA)       | 105e            |
| 72                                                | Mattia Bais (ITA)         | 97e             |
| 73                                                | Simone Bevilacqua (ITA)   | 143e            |
| 74                                                | Francesco Gavazzi (ITA)   | 58e             |
| 75                                                | David Martín Romero (ESP) | 160e            |
| 76                                                | Samuele Rivi (ITA)        | 161e            |
| 77                                                | Diego Pablo Sevilla (ESP) | 99e             |
| Directeur sportif : Stefano Zanatta, Biagio Conte |                           |                 |

| Green Project-Bardiani CSF-Faizanè BCF                | Green Project-Bardiani CSF-Faizanè BCF | Green Project-Bardiani CSF-Faizanè BCF |
| ----------------------------------------------------- | -------------------------------------- | -------------------------------------- |
| Num                                                   | Coureur                                | Pos                                    |
| 81                                                    | Henok Mulubrhan (ERI)                  | 162e                                   |
| 82                                                    | Davide Gabburo (ITA)                   | 78e                                    |
| 83                                                    | Riccardo Lucca (ITA)                   | 108e                                   |
| 84                                                    | Filippo Magli (ITA)                    | 64e                                    |
| 85                                                    | Manuele Tarozzi (ITA)                  | 155e                                   |
| 86                                                    | Alessandro Tonelli (ITA)               | 101e                                   |
| 87                                                    | Samuele Zoccarato (ITA)                | 120e                                   |
| Directeur sportif : Roberto Reverberi, Luca Amoriello |                                        |                                        |

| Groupama-FDJ GFC                                    | Groupama-FDJ GFC          | Groupama-FDJ GFC |
| --------------------------------------------------- | ------------------------- | ---------------- |
| Num                                                 | Coureur                   | Pos              |
| 91                                                  | Arnaud Démare (FRA)       | 51e              |
| 92                                                  | Kevin Geniets (LUX)       | 29e              |
| 93                                                  | Ignatas Konovalovas (LTU) | 116e             |
| 94                                                  | Rudy Molard (FRA)         | 30e              |
| 95                                                  | Quentin Pacher (FRA)      | 41e              |
| 96                                                  | Miles Scotson (AUS)       | 144e             |
| 97                                                  | Jake Stewart (GBR)        | 87e              |
| Directeur sportif : Jussi Veikkanen, Sébastien Joly |                           |                  |

| Ineos Grenadiers IGD               | Ineos Grenadiers IGD     | Ineos Grenadiers IGD |
| ---------------------------------- | ------------------------ | -------------------- |
| Num                                | Coureur                  | Pos                  |
| 101                                | Filippo Ganna (ITA)      | 2e                   |
| 102                                | Kim Heiduk (GER)         | 141e                 |
| 103                                | Michał Kwiatkowski (POL) | 139e                 |
| 104                                | Jhonatan Narváez (ECU)   | 32e                  |
| 105                                | Luke Rowe (GBR)          | 148e                 |
| 106                                | Magnus Sheffield (USA)   | 24e                  |
| 107                                | Ben Swift (GBR)          | 73e                  |
| Directeur sportif : Matteo Tosatto |                          |                      |

| Intermarché-Circus-Wanty ICW                   | Intermarché-Circus-Wanty ICW | Intermarché-Circus-Wanty ICW |
| ---------------------------------------------- | ---------------------------- | ---------------------------- |
| Num                                            | Coureur                      | Pos                          |
| 111                                            | Biniam Girmay (ERI)          | 28e                          |
| 112                                            | Niccolò Bonifazio (ITA)      | 77e                          |
| 113                                            | Sven Erik Bystrøm (NOR)      | 62e                          |
| 114                                            | Lorenzo Rota (ITA)           | 31e                          |
| 115                                            | Mike Teunissen (NED)         | 89e                          |
| 116                                            | Loïc Vliegen (BEL)           | 151e                         |
| 117                                            | Aimé De Gendt (BEL)          | 93e                          |
| Directeur sportif : Valerio Piva, Aike Visbeek |                              |                              |

| Israel-Premier Tech IPT                      | Israel-Premier Tech IPT  | Israel-Premier Tech IPT |
| -------------------------------------------- | ------------------------ | ----------------------- |
| Num                                          | Coureur                  | Pos                     |
| 121                                          | Sep Vanmarcke (BEL)      | 46e                     |
| 122                                          | Derek Gee (CAN)          | 98e                     |
| 123                                          | Hugo Houle (CAN)         | 65e                     |
| 124                                          | Daryl Impey (RSA)        | 107e                    |
| 125                                          | Krists Neilands (LAT)    | 27e                     |
| 126                                          | Mads Würtz Schmidt (DEN) | 149e                    |
| 127                                          | Corbin Strong (NZL)      | 86e                     |
| Directeur sportif : Steve Bauer, René Andrle |                          |                         |

| Jumbo-Visma TJV                                       | Jumbo-Visma TJV             | Jumbo-Visma TJV |
| ----------------------------------------------------- | --------------------------- | --------------- |
| Num                                                   | Coureur                     | Pos             |
| 131                                                   | Wout van Aert (BEL)         | 3e              |
| 132                                                   | Edoardo Affini (ITA)        | 136e            |
| 133                                                   | Christophe Laporte (FRA)    | 13e             |
| 134                                                   | Jan Tratnik (SLO)           | 91e             |
| 135                                                   | Attila Valter (HUN) (route) | 34e             |
| 136                                                   | Jos van Emden (NED)         | 168e            |
| 137                                                   | Nathan Van Hooydonck (BEL)  | 118e            |
| Directeur sportif : Arthur van Dongen, Richard Plugge |                             |                 |

| Lotto Dstny LTD                                 | Lotto Dstny LTD        | Lotto Dstny LTD |
| ----------------------------------------------- | ---------------------- | --------------- |
| Num                                             | Coureur                | Pos             |
| 141                                             | Caleb Ewan (AUS)       | 16e             |
| 142                                             | Jasper De Buyst (BEL)  | 94e             |
| 143                                             | Arnaud De Lie (BEL)    | 95e             |
| 144                                             | Jarrad Drizners (AUS)  | 110e            |
| 145                                             | Frederik Frison (BEL)  | 106e            |
| 146                                             | Jacopo Guarnieri (ITA) | 124e            |
| 147                                             | Maxim Van Gils (BEL)   | 38e             |
| Directeur sportif : Allan Davis, Maxime Monfort |                        |                 |

| Movistar Team MOV                       | Movistar Team MOV         | Movistar Team MOV |
| --------------------------------------- | ------------------------- | ----------------- |
| Num                                     | Coureur                   | Pos               |
| 151                                     | Alex Aranburu (ESP)       | 26e               |
| 152                                     | Iván García Cortina (ESP) | 33e               |
| 153                                     | Fernando Gaviria (COL)    | 129e              |
| 154                                     | Johan Jacobs (SUI)        | 133e              |
| 155                                     | Oier Lazkano (ESP)        | 134e              |
| 156                                     | Lluís Mas (ESP)           | 63e               |
| 157                                     | Gonzalo Serrano (ESP)     | 25e               |
| Directeur sportif : Maximilian Sciandri |                           |                   |

| Q36.5 Pro Cycling Team Q36                             | Q36.5 Pro Cycling Team Q36 | Q36.5 Pro Cycling Team Q36 |
| ------------------------------------------------------ | -------------------------- | -------------------------- |
| Num                                                    | Coureur                    | Pos                        |
| 161                                                    | Matteo Moschetti (ITA)     | 156e                       |
| 162                                                    | Negasi Abreha (ETH)        | 169e                       |
| 163                                                    | Antonio Puppio (ITA)       | 117e                       |
| 164                                                    | Gianluca Brambilla (ITA)   | 42e                        |
| 165                                                    | Mark Donovan (GBR)         | 70e                        |
| 166                                                    | Alessandro Fedeli (ITA)    | 50e                        |
| 167                                                    | Tobias Ludvigsson (SWE)    | 96e                        |
| Directeur sportif : Gabriele Missaglia, Alex Sans Vega |                            |                            |

| Soudal Quick-Step SOQ                                | Soudal Quick-Step SOQ          | Soudal Quick-Step SOQ |
| ---------------------------------------------------- | ------------------------------ | --------------------- |
| Num                                                  | Coureur                        | Pos                   |
| 171                                                  | Julian Alaphilippe (FRA)       | 11e                   |
| 172                                                  | Kasper Asgreen (DEN)           | 36e                   |
| 173                                                  | Davide Ballerini (ITA)         | 12e                   |
| 174                                                  | Tim Declercq (BEL)             | 121e                  |
| 175                                                  | Dries Devenyns (BEL)           | 123e                  |
| 176                                                  | Yves Lampaert (BEL)            | 20e                   |
| 177                                                  | Florian Sénéchal (FRA) (route) | 76e                   |
| Directeur sportif : Davide Bramati, Wilfried Peeters |                                |                       |

| Arkéa-Samsic ARK                   | Arkéa-Samsic ARK       | Arkéa-Samsic ARK |
| ---------------------------------- | ---------------------- | ---------------- |
| Num                                | Coureur                | Pos              |
| 181                                | Luca Mozzato (ITA)     | 132e             |
| 182                                | Warren Barguil (FRA)   | 40e              |
| 183                                | Jenthe Biermans (BEL)  | 59e              |
| 184                                | Simon Guglielmi (FRA)  | 102e             |
| 185                                | Matîs Louvel (FRA)     | 90e              |
| 186                                | Clément Russo (FRA)    | 125e             |
| 187                                | Alessandro Verre (ITA) | 166e             |
| Directeur sportif : Mickaël Leveau |                        |                  |

| Team DSM DSM                     | Team DSM DSM           | Team DSM DSM |
| -------------------------------- | ---------------------- | ------------ |
| Num                              | Coureur                | Pos          |
| 191                              | John Degenkolb (GER)   | 39e          |
| 192                              | Pavel Bittner (CZE)    | 167e         |
| 193                              | Matthew Dinham (AUS)   | 170e         |
| 194                              | Nils Eekhoff (NED)     | 147e         |
| 195                              | Marius Mayrhofer (GER) | 115e         |
| 196                              | Florian Stork (GER)    | 112e         |
| 197                              | Kevin Vermaerke (USA)  | 71e          |
| Directeur sportif : Luke Roberts |                        |              |

| Team Jayco AlUla JAY                             | Team Jayco AlUla JAY    | Team Jayco AlUla JAY |
| ------------------------------------------------ | ----------------------- | -------------------- |
| Num                                              | Coureur                 | Pos                  |
| 201                                              | Matteo Sobrero (ITA)    | 37e                  |
| 202                                              | Alexandre Balmer (SUI)  | 84e                  |
| 203                                              | Michael Hepburn (AUS)   | 154e                 |
| 204                                              | Jan Maas (NED)          | 119e                 |
| 205                                              | Luka Mezgec (SLO)       | 23e                  |
| 206                                              | Lukas Pöstlberger (AUT) | 122e                 |
| 207                                              | Zdeněk Štybar (CZE)     | 52e                  |
| Directeur sportif : Mathew Hayman, Matthew White |                         |                      |

| TotalEnergies TEN                               | TotalEnergies TEN         | TotalEnergies TEN |
| ----------------------------------------------- | ------------------------- | ----------------- |
| Num                                             | Coureur                   | Pos               |
| 211                                             | Peter Sagan (SVK) (route) | 44e               |
| 212                                             | Maciej Bodnar (POL)       | AB                |
| 213                                             | Sandy Dujardin (FRA)      | 157e              |
| 214                                             | Valentin Ferron (FRA)     | 68e               |
| 215                                             | Daniel Oss (ITA)          | 35e               |
| 216                                             | Geoffrey Soupe (FRA)      | 104e              |
| 217                                             | Anthony Turgis (FRA)      | 9e                |
| Directeur sportif : Lylian Lebreton, Ján Valach |                           |                   |

| Trek-Segafredo TFS                                   | Trek-Segafredo TFS     | Trek-Segafredo TFS |
| ---------------------------------------------------- | ---------------------- | ------------------ |
| Num                                                  | Coureur                | Pos                |
| 221                                                  | Mads Pedersen (DEN)    | 6e                 |
| 222                                                  | Dario Cataldo (ITA)    | 113e               |
| 223                                                  | Markus Hoelgaard (NOR) | 152e               |
| 224                                                  | Jacopo Mosca (ITA)     | 164e               |
| 225                                                  | Toms Skujiņš (LAT)     | 88e                |
| 226                                                  | Jasper Stuyven (BEL)   | 10e                |
| 227                                                  | Otto Vergaerde (BEL)   | 159e               |
| Directeur sportif : Kimberly Anderson, Adriano Baffi |                        |                    |

| Tudor Pro Cycling Team TUD                          | Tudor Pro Cycling Team TUD | Tudor Pro Cycling Team TUD |
| --------------------------------------------------- | -------------------------- | -------------------------- |
| Num                                                 | Coureur                    | Pos                        |
| 231                                                 | Rick Pluimers (NED)        | 49e                        |
| 232                                                 | Tom Bohli (SUI)            | 158e                       |
| 233                                                 | Aloïs Charrin (FRA)        | 165e                       |
| 234                                                 | Luc Wirtgen (LUX)          | 82e                        |
| 235                                                 | Miká Heming (GER)          | 138e                       |
| 236                                                 | Arthur Kluckers (LUX)      | 109e                       |
| 237                                                 | Roland Thalmann (SUI)      | 146e                       |
| Directeur sportif : Claudio Cozzi, Morgan Lamoisson |                            |                            |

| UAE Team Emirates UAD                              | UAE Team Emirates UAD             | UAE Team Emirates UAD |
| -------------------------------------------------- | --------------------------------- | --------------------- |
| Num                                                | Coureur                           | Pos                   |
| 241                                                | Tadej Pogačar (SLO)               | 4e                    |
| 242                                                | Alessandro Covi (ITA)             | AB                    |
| 243                                                | Tim Wellens (BEL)                 | 67e                   |
| 244                                                | Felix Großschartner (AUT) (route) | 92e                   |
| 245                                                | Domen Novak (SLO)                 | 163e                  |
| 246                                                | Matteo Trentin (ITA)              | 19e                   |
| 247                                                | Diego Ulissi (ITA)                | 72e                   |
| Directeur sportif : Andrej Hauptman, Marco Marzano |                                   |                       |

| Bahrain Victorious TBV                               | Bahrain Victorious TBV | Bahrain Victorious TBV |
| ---------------------------------------------------- | ---------------------- | ---------------------- |
| Num                                                  | Coureur                | Pos                    |
| 1                                                    | Matej Mohorič (SLO)    | 8e                     |
| 2                                                    | Nikias Arndt (GER)     | 18e                    |
| 3                                                    | Pello Bilbao (ESP)     | 43e                    |
| 4                                                    | Damiano Caruso (ITA)   | 53e                    |
| 5                                                    | Jonathan Milan (ITA)   | 128e                   |
| 6                                                    | Andrea Pasqualon (ITA) | 60e                    |
| 7                                                    | Fred Wright (GBR)      | 79e                    |
| Directeur sportif : Franco Pellizotti, Alberto Volpi |                        |                        |

| AG2R Citroën Team ACT                               | AG2R Citroën Team ACT   | AG2R Citroën Team ACT |
| --------------------------------------------------- | ----------------------- | --------------------- |
| Num                                                 | Coureur                 | Pos                   |
| 11                                                  | Benoît Cosnefroy (FRA)  | 22e                   |
| 12                                                  | Stan Dewulf (BEL)       | 66e                   |
| 13                                                  | Jaakko Hänninen (FIN)   | 130e                  |
| 14                                                  | Lawrence Naesen (BEL)   | 83e                   |
| 15                                                  | Oliver Naesen (BEL)     | 74e                   |
| 16                                                  | Andrea Vendrame (ITA)   | 45e                   |
| 17                                                  | Lawrence Warbasse (USA) | 61e                   |
| Directeur sportif : Didier Jannel, Artūras Kasputis |                         |                       |

| Alpecin-Deceuninck ADC          | Alpecin-Deceuninck ADC     | Alpecin-Deceuninck ADC |
| ------------------------------- | -------------------------- | ---------------------- |
| Num                             | Coureur                    | Pos                    |
| 21                              | Mathieu van der Poel (NED) | 1er                    |
| 22                              | Søren Kragh Andersen (DEN) | 5e                     |
| 23                              | Silvan Dillier (SUI)       | 100e                   |
| 24                              | Quinten Hermans (BEL)      | 80e                    |
| 25                              | Jasper Philipsen (BEL)     | 15e                    |
| 26                              | Kristian Sbaragli (ITA)    | 103e                   |
| 27                              | Gianni Vermeersch (BEL)    | 81e                    |
| Directeur sportif : Bart Leysen |                            |                        |

| Astana Qazaqstan Team AST                         | Astana Qazaqstan Team AST    | Astana Qazaqstan Team AST |
| ------------------------------------------------- | ---------------------------- | ------------------------- |
| Num                                               | Coureur                      | Pos                       |
| 31                                                | Mark Cavendish (GBR) (route) | 150e                      |
| 32                                                | Leonardo Basso (ITA)         | 131e                      |
| 33                                                | Cees Bol (NED)               | 57e                       |
| 34                                                | Davide Martinelli (ITA)      | 127e                      |
| 35                                                | Aleksandr Riabushenko        | 142e                      |
| 36                                                | Gleb Syritsa                 | AB                        |
| 37                                                | Simone Velasco (ITA)         | 47e                       |
| Directeur sportif : Mario Manzoni, Stefano Zanini |                              |                           |

| Bora-Hansgrohe BOH                                | Bora-Hansgrohe BOH        | Bora-Hansgrohe BOH |
| ------------------------------------------------- | ------------------------- | ------------------ |
| Num                                               | Coureur                   | Pos                |
| 41                                                | Sam Bennett (IRL)         | AB                 |
| 42                                                | Nico Denz (GER)           | 114e               |
| 43                                                | Marco Haller (AUT)        | 17e                |
| 44                                                | Cesare Benedetti (POL)    | AB                 |
| 45                                                | Nils Politt (GER) (route) | 21e                |
| 46                                                | Ryan Mullen (IRL)         | 153e               |
| 47                                                | Danny van Poppel (NED)    | 111e               |
| Directeur sportif : Enrico Gasparotto, Rolf Aldag |                           |                    |

| Cofidis COF                                          | Cofidis COF              | Cofidis COF |
| ---------------------------------------------------- | ------------------------ | ----------- |
| Num                                                  | Coureur                  | Pos         |
| 51                                                   | Simone Consonni (ITA)    | 48e         |
| 52                                                   | Davide Cimolai (ITA)     | 75e         |
| 53                                                   | Bryan Coquard (FRA)      | 56e         |
| 54                                                   | Alexandre Delettre (FRA) | 135e        |
| 55                                                   | Alexis Renard (FRA)      | 137e        |
| 56                                                   | Benjamin Thomas (FRA)    | 55e         |
| 57                                                   | Harrison Wood (GBR)      | 85e         |
| Directeur sportif : Roberto Damiani, Benjamin Giraud |                          |             |

| EF Education-EasyPost EFE                            | EF Education-EasyPost EFE | EF Education-EasyPost EFE |
| ---------------------------------------------------- | ------------------------- | ------------------------- |
| Num                                                  | Coureur                   | Pos                       |
| 61                                                   | Alberto Bettiol (ITA)     | 54e                       |
| 62                                                   | Stefan Bissegger (SUI)    | 145e                      |
| 63                                                   | Mikkel Honoré (DEN)       | 69e                       |
| 64                                                   | Magnus Cort Nielsen (DEN) | 14e                       |
| 65                                                   | Neilson Powless (USA)     | 7e                        |
| 66                                                   | Jonas Rutsch (GER)        | 126e                      |
| 67                                                   | Łukasz Wiśniowski (POL)   | 140e                      |
| Directeur sportif : Matti Breschel, Charles Wegelius |                           |                           |

| Eolo-Kometa EOK                                   | Eolo-Kometa EOK           | Eolo-Kometa EOK |
| ------------------------------------------------- | ------------------------- | --------------- |
| Num                                               | Coureur                   | Pos             |
| 71                                                | Mirco Maestri (ITA)       | 105e            |
| 72                                                | Mattia Bais (ITA)         | 97e             |
| 73                                                | Simone Bevilacqua (ITA)   | 143e            |
| 74                                                | Francesco Gavazzi (ITA)   | 58e             |
| 75                                                | David Martín Romero (ESP) | 160e            |
| 76                                                | Samuele Rivi (ITA)        | 161e            |
| 77                                                | Diego Pablo Sevilla (ESP) | 99e             |
| Directeur sportif : Stefano Zanatta, Biagio Conte |                           |                 |

| Green Project-Bardiani CSF-Faizanè BCF                | Green Project-Bardiani CSF-Faizanè BCF | Green Project-Bardiani CSF-Faizanè BCF |
| ----------------------------------------------------- | -------------------------------------- | -------------------------------------- |
| Num                                                   | Coureur                                | Pos                                    |
| 81                                                    | Henok Mulubrhan (ERI)                  | 162e                                   |
| 82                                                    | Davide Gabburo (ITA)                   | 78e                                    |
| 83                                                    | Riccardo Lucca (ITA)                   | 108e                                   |
| 84                                                    | Filippo Magli (ITA)                    | 64e                                    |
| 85                                                    | Manuele Tarozzi (ITA)                  | 155e                                   |
| 86                                                    | Alessandro Tonelli (ITA)               | 101e                                   |
| 87                                                    | Samuele Zoccarato (ITA)                | 120e                                   |
| Directeur sportif : Roberto Reverberi, Luca Amoriello |                                        |                                        |

| Groupama-FDJ GFC                                    | Groupama-FDJ GFC          | Groupama-FDJ GFC |
| --------------------------------------------------- | ------------------------- | ---------------- |
| Num                                                 | Coureur                   | Pos              |
| 91                                                  | Arnaud Démare (FRA)       | 51e              |
| 92                                                  | Kevin Geniets (LUX)       | 29e              |
| 93                                                  | Ignatas Konovalovas (LTU) | 116e             |
| 94                                                  | Rudy Molard (FRA)         | 30e              |
| 95                                                  | Quentin Pacher (FRA)      | 41e              |
| 96                                                  | Miles Scotson (AUS)       | 144e             |
| 97                                                  | Jake Stewart (GBR)        | 87e              |
| Directeur sportif : Jussi Veikkanen, Sébastien Joly |                           |                  |

| Ineos Grenadiers IGD               | Ineos Grenadiers IGD     | Ineos Grenadiers IGD |
| ---------------------------------- | ------------------------ | -------------------- |
| Num                                | Coureur                  | Pos                  |
| 101                                | Filippo Ganna (ITA)      | 2e                   |
| 102                                | Kim Heiduk (GER)         | 141e                 |
| 103                                | Michał Kwiatkowski (POL) | 139e                 |
| 104                                | Jhonatan Narváez (ECU)   | 32e                  |
| 105                                | Luke Rowe (GBR)          | 148e                 |
| 106                                | Magnus Sheffield (USA)   | 24e                  |
| 107                                | Ben Swift (GBR)          | 73e                  |
| Directeur sportif : Matteo Tosatto |                          |                      |

| Intermarché-Circus-Wanty ICW                   | Intermarché-Circus-Wanty ICW | Intermarché-Circus-Wanty ICW |
| ---------------------------------------------- | ---------------------------- | ---------------------------- |
| Num                                            | Coureur                      | Pos                          |
| 111                                            | Biniam Girmay (ERI)          | 28e                          |
| 112                                            | Niccolò Bonifazio (ITA)      | 77e                          |
| 113                                            | Sven Erik Bystrøm (NOR)      | 62e                          |
| 114                                            | Lorenzo Rota (ITA)           | 31e                          |
| 115                                            | Mike Teunissen (NED)         | 89e                          |
| 116                                            | Loïc Vliegen (BEL)           | 151e                         |
| 117                                            | Aimé De Gendt (BEL)          | 93e                          |
| Directeur sportif : Valerio Piva, Aike Visbeek |                              |                              |

| Israel-Premier Tech IPT                      | Israel-Premier Tech IPT  | Israel-Premier Tech IPT |
| -------------------------------------------- | ------------------------ | ----------------------- |
| Num                                          | Coureur                  | Pos                     |
| 121                                          | Sep Vanmarcke (BEL)      | 46e                     |
| 122                                          | Derek Gee (CAN)          | 98e                     |
| 123                                          | Hugo Houle (CAN)         | 65e                     |
| 124                                          | Daryl Impey (RSA)        | 107e                    |
| 125                                          | Krists Neilands (LAT)    | 27e                     |
| 126                                          | Mads Würtz Schmidt (DEN) | 149e                    |
| 127                                          | Corbin Strong (NZL)      | 86e                     |
| Directeur sportif : Steve Bauer, René Andrle |                          |                         |

| Jumbo-Visma TJV                                       | Jumbo-Visma TJV             | Jumbo-Visma TJV |
| ----------------------------------------------------- | --------------------------- | --------------- |
| Num                                                   | Coureur                     | Pos             |
| 131                                                   | Wout van Aert (BEL)         | 3e              |
| 132                                                   | Edoardo Affini (ITA)        | 136e            |
| 133                                                   | Christophe Laporte (FRA)    | 13e             |
| 134                                                   | Jan Tratnik (SLO)           | 91e             |
| 135                                                   | Attila Valter (HUN) (route) | 34e             |
| 136                                                   | Jos van Emden (NED)         | 168e            |
| 137                                                   | Nathan Van Hooydonck (BEL)  | 118e            |
| Directeur sportif : Arthur van Dongen, Richard Plugge |                             |                 |

| Lotto Dstny LTD                                 | Lotto Dstny LTD        | Lotto Dstny LTD |
| ----------------------------------------------- | ---------------------- | --------------- |
| Num                                             | Coureur                | Pos             |
| 141                                             | Caleb Ewan (AUS)       | 16e             |
| 142                                             | Jasper De Buyst (BEL)  | 94e             |
| 143                                             | Arnaud De Lie (BEL)    | 95e             |
| 144                                             | Jarrad Drizners (AUS)  | 110e            |
| 145                                             | Frederik Frison (BEL)  | 106e            |
| 146                                             | Jacopo Guarnieri (ITA) | 124e            |
| 147                                             | Maxim Van Gils (BEL)   | 38e             |
| Directeur sportif : Allan Davis, Maxime Monfort |                        |                 |

| Movistar Team MOV                       | Movistar Team MOV         | Movistar Team MOV |
| --------------------------------------- | ------------------------- | ----------------- |
| Num                                     | Coureur                   | Pos               |
| 151                                     | Alex Aranburu (ESP)       | 26e               |
| 152                                     | Iván García Cortina (ESP) | 33e               |
| 153                                     | Fernando Gaviria (COL)    | 129e              |
| 154                                     | Johan Jacobs (SUI)        | 133e              |
| 155                                     | Oier Lazkano (ESP)        | 134e              |
| 156                                     | Lluís Mas (ESP)           | 63e               |
| 157                                     | Gonzalo Serrano (ESP)     | 25e               |
| Directeur sportif : Maximilian Sciandri |                           |                   |

| Q36.5 Pro Cycling Team Q36                             | Q36.5 Pro Cycling Team Q36 | Q36.5 Pro Cycling Team Q36 |
| ------------------------------------------------------ | -------------------------- | -------------------------- |
| Num                                                    | Coureur                    | Pos                        |
| 161                                                    | Matteo Moschetti (ITA)     | 156e                       |
| 162                                                    | Negasi Abreha (ETH)        | 169e                       |
| 163                                                    | Antonio Puppio (ITA)       | 117e                       |
| 164                                                    | Gianluca Brambilla (ITA)   | 42e                        |
| 165                                                    | Mark Donovan (GBR)         | 70e                        |
| 166                                                    | Alessandro Fedeli (ITA)    | 50e                        |
| 167                                                    | Tobias Ludvigsson (SWE)    | 96e                        |
| Directeur sportif : Gabriele Missaglia, Alex Sans Vega |                            |                            |

| Soudal Quick-Step SOQ                                | Soudal Quick-Step SOQ          | Soudal Quick-Step SOQ |
| ---------------------------------------------------- | ------------------------------ | --------------------- |
| Num                                                  | Coureur                        | Pos                   |
| 171                                                  | Julian Alaphilippe (FRA)       | 11e                   |
| 172                                                  | Kasper Asgreen (DEN)           | 36e                   |
| 173                                                  | Davide Ballerini (ITA)         | 12e                   |
| 174                                                  | Tim Declercq (BEL)             | 121e                  |
| 175                                                  | Dries Devenyns (BEL)           | 123e                  |
| 176                                                  | Yves Lampaert (BEL)            | 20e                   |
| 177                                                  | Florian Sénéchal (FRA) (route) | 76e                   |
| Directeur sportif : Davide Bramati, Wilfried Peeters |                                |                       |

| Arkéa-Samsic ARK                   | Arkéa-Samsic ARK       | Arkéa-Samsic ARK |
| ---------------------------------- | ---------------------- | ---------------- |
| Num                                | Coureur                | Pos              |
| 181                                | Luca Mozzato (ITA)     | 132e             |
| 182                                | Warren Barguil (FRA)   | 40e              |
| 183                                | Jenthe Biermans (BEL)  | 59e              |
| 184                                | Simon Guglielmi (FRA)  | 102e             |
| 185                                | Matîs Louvel (FRA)     | 90e              |
| 186                                | Clément Russo (FRA)    | 125e             |
| 187                                | Alessandro Verre (ITA) | 166e             |
| Directeur sportif : Mickaël Leveau |                        |                  |

| Team DSM DSM                     | Team DSM DSM           | Team DSM DSM |
| -------------------------------- | ---------------------- | ------------ |
| Num                              | Coureur                | Pos          |
| 191                              | John Degenkolb (GER)   | 39e          |
| 192                              | Pavel Bittner (CZE)    | 167e         |
| 193                              | Matthew Dinham (AUS)   | 170e         |
| 194                              | Nils Eekhoff (NED)     | 147e         |
| 195                              | Marius Mayrhofer (GER) | 115e         |
| 196                              | Florian Stork (GER)    | 112e         |
| 197                              | Kevin Vermaerke (USA)  | 71e          |
| Directeur sportif : Luke Roberts |                        |              |

| Team Jayco AlUla JAY                             | Team Jayco AlUla JAY    | Team Jayco AlUla JAY |
| ------------------------------------------------ | ----------------------- | -------------------- |
| Num                                              | Coureur                 | Pos                  |
| 201                                              | Matteo Sobrero (ITA)    | 37e                  |
| 202                                              | Alexandre Balmer (SUI)  | 84e                  |
| 203                                              | Michael Hepburn (AUS)   | 154e                 |
| 204                                              | Jan Maas (NED)          | 119e                 |
| 205                                              | Luka Mezgec (SLO)       | 23e                  |
| 206                                              | Lukas Pöstlberger (AUT) | 122e                 |
| 207                                              | Zdeněk Štybar (CZE)     | 52e                  |
| Directeur sportif : Mathew Hayman, Matthew White |                         |                      |

| TotalEnergies TEN                               | TotalEnergies TEN         | TotalEnergies TEN |
| ----------------------------------------------- | ------------------------- | ----------------- |
| Num                                             | Coureur                   | Pos               |
| 211                                             | Peter Sagan (SVK) (route) | 44e               |
| 212                                             | Maciej Bodnar (POL)       | AB                |
| 213                                             | Sandy Dujardin (FRA)      | 157e              |
| 214                                             | Valentin Ferron (FRA)     | 68e               |
| 215                                             | Daniel Oss (ITA)          | 35e               |
| 216                                             | Geoffrey Soupe (FRA)      | 104e              |
| 217                                             | Anthony Turgis (FRA)      | 9e                |
| Directeur sportif : Lylian Lebreton, Ján Valach |                           |                   |

| Trek-Segafredo TFS                                   | Trek-Segafredo TFS     | Trek-Segafredo TFS |
| ---------------------------------------------------- | ---------------------- | ------------------ |
| Num                                                  | Coureur                | Pos                |
| 221                                                  | Mads Pedersen (DEN)    | 6e                 |
| 222                                                  | Dario Cataldo (ITA)    | 113e               |
| 223                                                  | Markus Hoelgaard (NOR) | 152e               |
| 224                                                  | Jacopo Mosca (ITA)     | 164e               |
| 225                                                  | Toms Skujiņš (LAT)     | 88e                |
| 226                                                  | Jasper Stuyven (BEL)   | 10e                |
| 227                                                  | Otto Vergaerde (BEL)   | 159e               |
| Directeur sportif : Kimberly Anderson, Adriano Baffi |                        |                    |

| Tudor Pro Cycling Team TUD                          | Tudor Pro Cycling Team TUD | Tudor Pro Cycling Team TUD |
| --------------------------------------------------- | -------------------------- | -------------------------- |
| Num                                                 | Coureur                    | Pos                        |
| 231                                                 | Rick Pluimers (NED)        | 49e                        |
| 232                                                 | Tom Bohli (SUI)            | 158e                       |
| 233                                                 | Aloïs Charrin (FRA)        | 165e                       |
| 234                                                 | Luc Wirtgen (LUX)          | 82e                        |
| 235                                                 | Miká Heming (GER)          | 138e                       |
| 236                                                 | Arthur Kluckers (LUX)      | 109e                       |
| 237                                                 | Roland Thalmann (SUI)      | 146e                       |
| Directeur sportif : Claudio Cozzi, Morgan Lamoisson |                            |                            |

| UAE Team Emirates UAD                              | UAE Team Emirates UAD             | UAE Team Emirates UAD |
| -------------------------------------------------- | --------------------------------- | --------------------- |
| Num                                                | Coureur                           | Pos                   |
| 241                                                | Tadej Pogačar (SLO)               | 4e                    |
| 242                                                | Alessandro Covi (ITA)             | AB                    |
| 243                                                | Tim Wellens (BEL)                 | 67e                   |
| 244                                                | Felix Großschartner (AUT) (route) | 92e                   |
| 245                                                | Domen Novak (SLO)                 | 163e                  |
| 246                                                | Matteo Trentin (ITA)              | 19e                   |
| 247                                                | Diego Ulissi (ITA)                | 72e                   |
| Directeur sportif : Andrej Hauptman, Marco Marzano |                                   |                       |